# Hochhamm
Hochhamm är en bergstopp i Schweiz.   Den ligger i kantonen Appenzell Ausserrhoden, i den östra delen av landet, 140 km öster om huvudstaden Bern. Toppen på Hochhamm är 1 275 meter över havet, eller 210 meter över den omgivande terrängen. Bredden vid basen är 3,2 km.
Terrängen runt Hochhamm är huvudsakligen kuperad. Runt Hochhamm är det ganska glesbefolkat, med 32 invånare per kvadratkilometer.. Närmaste samhälle är Schönengrund.
I omgivningarna runt Hochhamm växer i huvudsak blandskog och bergsängar.